# Nuoto ai Giochi della XXX Olimpiade - 50 metri stile libero femminili
La gara dei 50 metri stile libero femminili dei Giochi della XXX Olimpiade si è svolta il 3 e il 4 agosto 2012. Hanno partecipato 73 atlete
La gara è stata vinta dall'olandese Ranomi Kromowidjojo con il tempo di 24"05 (nuovo record olimpico), mentre l'argento e il bronzo sono andati rispettivamente ad Aljaksandra Herasimenja e a Marleen Veldhuis.

## Programma
| Data     | Ora (BST/UTC+1) | Turno      |
| -------- | --------------- | ---------- |
| 3 agosto | 10:00           | Batterie   |
| 3 agosto | 20:27           | Semifinali |
| 4 agosto | 19:30           | Finale     |

## Record
Prima della competizione, i record olimpici e mondiali erano i seguenti:
|  | 23"73 | Britta Steffen Germania | 2 agosto 2009 Roma, Italia   |
|  | 24"06 | Britta Steffen Germania | 17 agosto 2008 Pechino, Cina |

Durante l'evento è stato migliorato il seguente record:
| Data     | Evento | Atleta              | Nazione     | Tempo | Record |
| -------- | ------ | ------------------- | ----------- | ----- | ------ |
| 4 agosto | Finale | Ranomi Kromowidjojo | Paesi Bassi | 24"05 |        |

## Risultati

### Batterie
| Pos. | Nome                       | Nazione            | Tempo | Batt. | Corsia | Note             |
| ---- | -------------------------- | ------------------ | ----- | ----- | ------ | ---------------- |
| 1    | Ranomi Kromowidjojo        | Paesi Bassi        | 24"51 | 10    | 4      | Q                |
| 2    | Marleen Veldhuis           | Paesi Bassi        | 24"57 | 10    | 5      | Q                |
| 3    | Francesca Halsall          | Gran Bretagna      | 24"61 | 9     | 4      | Q                |
| 4    | Britta Steffen             | Germania           | 24"70 | 9     | 5      | Q                |
| 5    | Aljaksandra Herasimenja    | Bielorussia        | 24"76 | 9     | 3      | Q                |
| 6    | Therese Alshammar          | Svezia             | 24"77 | 8     | 4      | Q                |
| 7    | Arianna Vanderpool-Wallace | Bahamas            | 24"85 | 10    | 2      | Q                |
| 7    | Jeanette Ottesen Gray      | Danimarca          | 24"85 | 10    | 6      | Q                |
| 9    | Bronte Campbell            | Australia          | 24"87 | 8     | 3      | Q                |
| 10   | Cate Campbell              | Australia          | 24"94 | 8     | 5      | Q                |
| 10   | Sarah Sjöström             | Svezia             | 24"94 | 9     | 6      | Q                |
| 12   | Jessica Hardy              | Stati Uniti        | 24"99 | 10    | 3      | Q                |
| 13   | Theodora Drakou            | Grecia             | 25"13 | 8     | 7      | Q                |
| 14   | Victoria Poon              | Canada             | 25"15 | 9     | 7      | Q                |
| 15   | Anna Santamans             | Francia            | 25"23 | 9     | 8      | Q                |
| 16   | Sarah Blake Bateman        | Islanda            | 25"28 | 7     | 6      | SP               |
| 16   | Kara Lynn Joyce            | Stati Uniti        | 25"28 | 8     | 6      | SP               |
| 16   | Amy Smith                  | Gran Bretagna      | 25"28 | 9     | 2      | SP               |
| 19   | Triin Aljand               | Estonia            | 25"33 | 10    | 7      |                  |
| 20   | Sviatlana Khakhlova        | Bielorussia        | 25"36 | 10    | 1      |                  |
| 21   | Nery Niangkouara           | Grecia             | 25"40 | 8     | 2      |                  |
| 22   | Graciele Herrmann          | Brasile            | 25"44 | 8     | 1      |                  |
| 23   | Hayley Palmer              | Nuova Zelanda      | 25"47 | 7     | 2      |                  |
| 24   | Zhu Qianwei                | Cina               | 25"54 | 6     | 3      |                  |
| 24   | Pernille Blume             | Danimarca          | 25"54 | 9     | 1      |                  |
| 26   | Rūta Meilutytė             | Lituania           | 25"55 | 5     | 4      | Record nazionale |
| 26   | Hanna-Maria Seppälä        | Finlandia          | 25"55 | 6     | 5      |                  |
| 28   | Arlene Semeco              | Venezuela          | 25"56 | 7     | 4      |                  |
| 29   | Vanessa Garcia             | Porto Rico         | 25"58 | 7     | 7      |                  |
| 30   | Anna Dowgiert              | Polonia            | 25"59 | 7     | 3      |                  |
| 31   | Jolien Sysmans             | Belgio             | 25"60 | 7     | 8      |                  |
| 32   | Erika Ferraioli            | Italia             | 25"69 | 6     | 6      |                  |
| 33   | Darja Stepanjuk            | Ucraina            | 25"70 | 10    | 8      |                  |
| 34   | Burcu Dolunay              | Turchia            | 25"72 | 7     | 5      |                  |
| 35   | Yayoi Matsumoto            | Giappone           | 25"73 | 8     | 8      |                  |
| 36   | Trudi Maree                | Sudafrica          | 25"78 | 7     | 1      |                  |
| 37   | Alia Atkinson              | Giamaica           | 25"98 | 6     | 8      |                  |
| 38   | Miroslava Syllabová        | Slovacchia         | 26"07 | 6     | 2      |                  |
| 39   | Gabriela Nikitina          | Lettonia           | 26"26 | 5     | 3      |                  |
| 40   | Chinyere Pigot             | Suriname           | 26"30 | 5     | 5      | Record nazionale |
| 41   | Farida Osman               | Egitto             | 26"34 | 6     | 1      |                  |
| 42   | Miroslava Najdanovski      | Serbia             | 26"46 | 6     | 7      |                  |
| 43   | Nicola Muscat              | Malta              | 27"22 | 5     | 6      |                  |
| 44   | Jessica Teixeira Vieira    | Mozambico          | 27"39 | 5     | 2      |                  |
| 45   | Talita Baqlah              | Giordania          | 27"45 | 5     | 7      |                  |
| 46   | Joyce Tafathata            | Malawi             | 27"74 | 4     | 2      |                  |
| 47   | Judith Meauri              | Papua Nuova Guinea | 27"84 | 4     | 5      |                  |
| 48   | Faye Sultan                | Kuwait             | 27"92 | 5     | 1      |                  |
| 49   | Ann-Marie Hepler           | Isole Marshall     | 28"06 | 4     | 4      |                  |
| 50   | Keesha Keane               | Palau              | 28"25 | 4     | 3      |                  |
| 51   | Sabine Hazboun             | Palestina          | 28"28 | 4     | 6      |                  |
| 52   | Jamila Lunkuse             | Uganda             | 28"44 | 5     | 8      |                  |
| 53   | Antoinette Guedia          | Camerun            | 29"28 | 4     | 8      |                  |
| 54   | Celeste Brown              | Isole Cook         | 29"36 | 4     | 7      |                  |
| 55   | Karin O'Reilly Clashing    | Antille Olandesi   | 30"01 | 3     | 3      |                  |
| 56   | Hemthon Vitiny             | Cambogia           | 30"44 | 3     | 6      |                  |
| 57   | Alphonsine Agahozo         | Ruanda             | 30"72 | 3     | 5      |                  |
| 58   | Nada Arkaji                | Qatar              | 30"89 | 3     | 2      |                  |
| 59   | Katerina Izmaylova         | Tagikistan         | 31"27 | 3     | 4      |                  |
| 60   | Mariana Henriques          | Angola             | 31"36 | 4     | 1      |                  |
| 61   | Fatoumata Samassekou       | Mali               | 31"88 | 3     | 7      |                  |
| 62   | Angelika Ouedraogo         | Burkina Faso       | 32"19 | 2     | 4      |                  |
| 63   | Aminath Shajan             | Maldive            | 32"23 | 3     | 8      |                  |
| 64   | Yanet Seyoum               | Etiopia            | 32"41 | 3     | 1      |                  |
| 65   | Assita Touré               | Costa d'Avorio     | 33"09 | 2     | 3      |                  |
| 66   | Elsie Uwamahoro            | Burundi            | 33"14 | 2     | 6      |                  |
| 66   | Aminata Aboubakar Yacoub   | Rep. del Congo     | 33"14 | 2     | 2      |                  |
| 68   | Sara Alflaij               | Brunei             | 33"81 | 2     | 5      |                  |
| 69   | Mhasin Fadlalla            | Sudan              | 35"07 | 2     | 7      |                  |
| 70   | Nafissatou Moussa Adamou   | Niger              | 37"29 | 1     | 4      |                  |
| 71   | Adzo Kpossi                | Togo               | 37"55 | 1     | 5      |                  |
| 72   | Masempe Theko              | Lesotho            | 42"35 | 1     | 3      |                  |
| -    | Eszter Dara                | Ungheria           | -     | 6     | 4      | DNS              |

#### Spareggio
| Pos. | Atleta              | Nazionalità   | Tempo | Corsia | Note |
| ---- | ------------------- | ------------- | ----- | ------ | ---- |
| 1    | Amy Smith           | Gran Bretagna | 24"82 | 3      | Q    |
| 2    | Kara Lynn Joyce     | Stati Uniti   | 25"16 | 5      |      |
| 3    | Sarah Blake Bateman | Islanda       | 26"03 | 4      |      |

### Semifinali
| Pos. | Atleta                     | Nazioniltà    | Tempo | Batt. | Corsia | Note |
| ---- | -------------------------- | ------------- | ----- | ----- | ------ | ---- |
| 1    | Ranomi Kromowidjojo        | Paesi Bassi   | 24"07 | 2     | 4      | Q    |
| 2    | Aljaksandra Herasimenja    | Bielorussia   | 24"45 | 2     | 3      | Q,   |
| 3    | Marleen Veldhuis           | Paesi Bassi   | 24"50 | 1     | 4      | Q    |
| 4    | Britta Steffen             | Germania      | 24"57 | 1     | 5      | Q    |
| 5    | Francesca Halsall          | Gran Bretagna | 24"63 | 2     | 5      | Q    |
| 6    | Arianna Vanderpool-Wallace | Bahamas       | 24"64 | 1     | 6      | Q    |
| 7    | Jessica Hardy              | Stati Uniti   | 24"68 | 1     | 7      | Q    |
| 8    | Therese Alshammar          | Svezia        | 24"71 | 1     | 3      | Q    |
| 9    | Amy Smith                  | Gran Bretagna | 24"87 | 1     | 8      |      |
| 10   | Bronte Campbell            | Australia     | 24"94 | 2     | 2      |      |
| 10   | Anna Santamans             | Francia       | 24"94 | 2     | 8      |      |
| 12   | Jeanette Ottesen           | Danimarca     | 24"99 | 2     | 6      |      |
| 13   | Cate Campbell              | Australia     | 25"01 | 1     | 2      |      |
| 14   | Sarah Sjöström             | Svezia        | 25"08 | 2     | 7      |      |
| 15   | Victoria Poon              | Canada        | 25"17 | 1     | 1      |      |
| 16   | Theodora Drakou            | Grecia        | 25"28 | 2     | 1      |      |

### Finale
| Pos.    | Atleta                     | Nazionalità   | Tempo | Corsia | Note |
| ------- | -------------------------- | ------------- | ----- | ------ | ---- |
| Oro     | Ranomi Kromowidjojo        | Paesi Bassi   | 24"05 | 4      |      |
| Argento | Aljaksandra Herasimenja    | Bielorussia   | 24"28 | 5      |      |
| Bronzo  | Marleen Veldhuis           | Paesi Bassi   | 24"39 | 3      |      |
| 4       | Britta Steffen             | Germania      | 24"46 | 6      |      |
| 5       | Francesca Halsall          | Gran Bretagna | 24"47 | 2      |      |
| 6       | Therese Alshammar          | Svezia        | 24"61 | 8      |      |
| 7       | Jessica Hardy              | Stati Uniti   | 24"62 | 1      |      |
| 8       | Arianna Vanderpool-Wallace | Bahamas       | 24"62 | 7      |      |